# خيرونيمو كاريون
خيرونيمو كاريون هو سياسي إكوادوري، ولد في 5 مايو 1811 في Cariamanga ‏ في الإكوادور، وتوفي في 7 مارس 1893 في كيتو في الإكوادور بسبب ذات الرئة. نشط حزبياً في Conservative Party (Ecuador) ‏. وقد انتخب قائمة رؤساء الإكوادور (7 سبتمبر 1865 – 6 نوفمبر 1867).